# Plomada

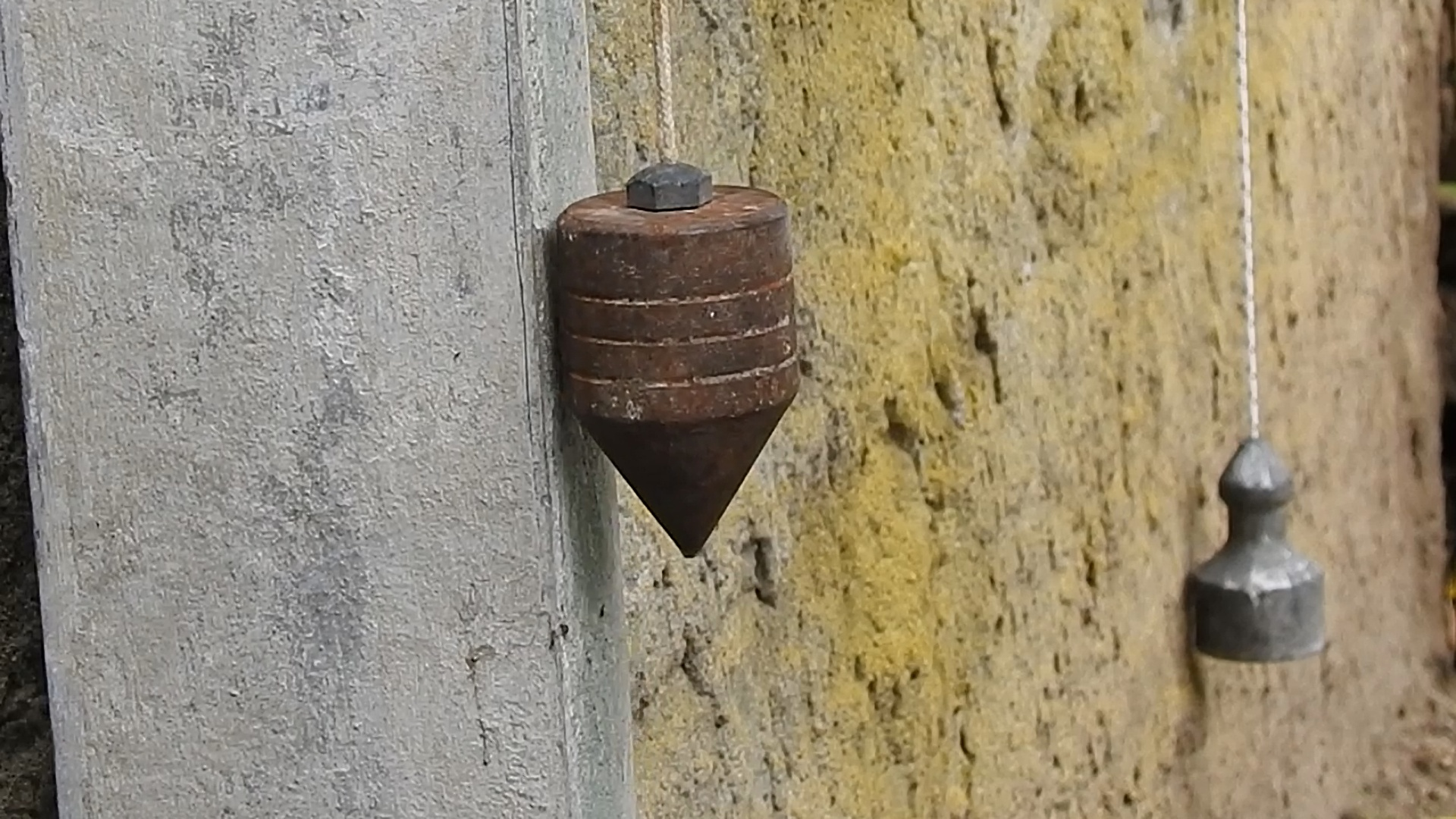
Es una herramienta simple y consta de un cilindro de metal, originalmente de plomo, de donde viene su nombre, perforado en su eje, por el que pasa un hilo que pende de un taquete de fijación.

La plomada suele ser una pesa de plomo, pero puede elaborarse de cualquier otro metal, de forma cilíndrica o prismática, la parte inferior de forma cónica, que mediante la cuerda de la que pende marca una línea vertical; de hecho, la vertical se define por este instrumento.
También recibe este nombre una sonda náutica, usada para medir la profundidad del agua. Tanto en arquitectura como en náutica, se trata de un instrumento muy importante.

## Uso de la plomada en la construcción
La plomada emplea la gravedad para poder establecer lo que es verdaderamente “vertical”; en la construcción se utiliza para saber si un muro o pared es vertical y perpendicular para verificar la estabilidad y distribución del peso de la estructura, además de quedar correctamente como el plano de nivel de una obra.
Esto tiene una gran importancia, ya que si un muro no está plomeado daría la posibilidad del colapso de la estructura por la disminución de su resistencia.

## Partes de la plomada
- Peso. Es un cilindro de metal, de base cónica, originalmente de plomo o bronce, de

700 g de peso.
- Tiento. Es un cordel del que pende el peso sujeto al taco en todas las plomadas, con excepción de la plomada de punto, que puede prescindir de él.
- Nuez. Es de una madera o metal magnetizado y debe compartir el diámetro del peso y ser atravesado axialmente en su centro por el tiento.[2]

## En la masonería
En la masonería, la plomada es el distintivo del inspector o segundo vigilante, símbolo de la igualdad.